# Frédérique Bredin
Frédérique Bredin (París, 2 de noviembre de 1956) es una política francesa, presidenta del Centro Nacional del Cine y la Imagen Animada (CNC). 

## Biografía
Nacida en París, Bredin se graduó en el Instituto de Estudios Políticos de París y más tarde en la Escuela Nacional de Administración, junto a otros miembros del Partido Socialista francés como los políticos François Hollande, Michel Sapin y Ségolène Royal.
Bredin comenzó su carrera política al servicio de Jack Lang durante su mandato como ministro de Cultura, en 1986, y se convirtió en asesora cultural del presidente François Mitterrand. Participó en las elecciones legislativas de 1988 por la circunscripción de Sena Marítimo. Con 31 años, fue la diputada más joven de la Asamblea Nacional. En 1989, Bredin fue elegida alcaldesa de Fécamp, y el 16 de mayo de 1991 fue nombrada ministra de la Juventud y los Deportes, cargo en el que mantuvo hasta el 29 de marzo de 1993, cuando el PS fue removido del poder.
En Elecciones al Parlamento Europeo de 1994, el PS obtuvo 15 escaños; Bredin fue galardonada con uno de ellos, cargo que desempeñó hasta 1996. En 1995, fue nombrada secretaria nacional del PS, que su papel poniendo un énfasis en la cultura y la comunicación; se desempeñó en ese cargo hasta el año 2000. Después de su período terminó, ella se retiró de la política y consiguió un trabajo en la Lagardère Active. En 2013, Bredin fue nombrado presidente del Centro Nacional del Cine y la Imagen Animada (CNC), y fue reelegida para el mismo cargo en 2016.
Su padre, Jean-Denis Bredin, fue abogado y fundador de la firma Bredin Prat.